# Memphis (Texas)
Memphis è un comune (city) degli Stati Uniti d'America e capoluogo della contea di Hall nello Stato del Texas. La popolazione era di 2 290 abitanti al censimento del 2010.

## Geografia fisica
Memphis è situata a 34°43′36″N 100°32′30″W (34.726716, -100.541560).
Secondo lo United States Census Bureau, la città ha una superficie totale di 5,81 km², dei quali 5,81 km² di territorio e 0 km² di acque interne (0% del totale).

## Società

### Evoluzione demografica
Secondo il censimento del 2010, la popolazione era di 2 290 abitanti.

### Etnie e minoranze straniere
Secondo il censimento del 2010, la composizione etnica della città era formata dal 74,67% di bianchi, l'8,82% di afroamericani, l'1% di nativi americani, lo 0,13% di asiatici, lo 0% di oceanici, il 14,28% di altre razze, e l'1,09% di due o più etnie. Ispanici o latinos di qualunque razza erano il 32,88% della popolazione.